# La Puebla

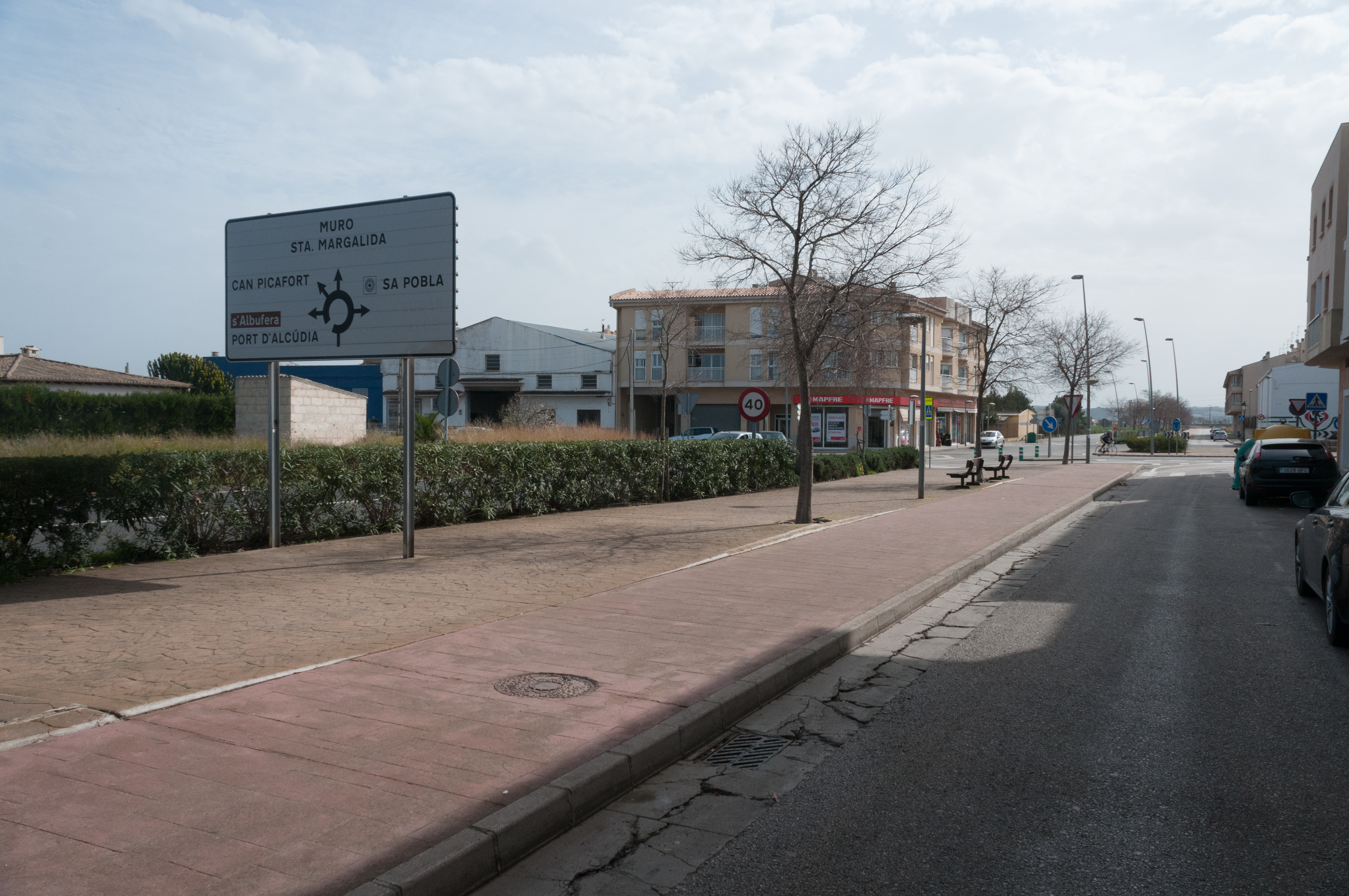
Ronda de la Albufera

La Puebla (en catalán y oficialmente sa Pobla), antes conocido como Uialfás o La Puebla de Uialfás, es una localidad y municipio español situado en la parte septentrional de Mallorca, comunidad autónoma de las Islas Baleares. Limita con los municipios de Muro, Llubí, Inca, Búger, Campanet, Pollensa y Alcudia. Cuenta con una población de 14 630 habitantes (INE 2024).
El municipio poblense es una de las trece entidades que componen la comarca tradicional del Raiguer, y comprende el núcleo de población de La Puebla —capital municipal— y diversos diseminados, entre los que destacan Crestaix (Crestatx), Subech (s'Obac), Son Toni, así como varias urbanizaciones cercanas.
Es conocido por su gran producción de patatas y otros cultivos consumidos mayoritariamente en el ámbito insular y algunos exportados a las islas Británicas.

## Geografía
Integrado en el Raiguer, se encuentra a 41 km de Palma, capital insular; y a 14 km de Inca, capital comarcal y sede del partido judicial al que pertenece. En su término municipal acaba la autopista Ma-13. Dispone también de estación ferroviaria de vía estrecha, de carácter terminal.
| Noroeste: Campanet y Pollensa | Norte: Pollensa y Alcudia | Nordeste: Alcudia |
| Oeste: Campanet y Búger       |                           | Este: Muro        |
| Suroeste: Inca                | Sur: Llubí y Muro         | Sureste: Muro     |

Una zona perteneciente al Parque natural de la Albufera de Mallorca se ubica en el municipio.

## Demografía
La Puebla cuenta con una población de 14 630 habitantes (INE 2024).
| Gráfica de evolución demográfica de La Puebla entre 1842 y 2021                                                     |
| |
| Población de derecho según los censos de población del INE Población de hecho según los censos de población del INE |

La población se distribuye de la siguiente manera:
| Localidad  | Habitantes |
| ---------- | ---------- |
| La Puebla  | 13 903     |
| Diseminado | 816        |
| Total      | 14 719     |

## Administración y política
| Periodo   | Nombre                  | Partido | Partido                         |
| --------- | ----------------------- | ------- | ------------------------------- |
| 1979-1983 | Rafael Serra Company    |         | Independents de Sa Pobla (IxSP) |
| 1983-1987 | Antoni Torrens Reynés   |         | Convergència Poblera (CP)       |
| 1987-1991 | Vicenç Soler Reus       |         | Convergència Poblera (CP)       |
| 1991-2003 | Jaume Font Barceló      |         | Partido Popular (PP)            |
| 2003-2007 | Antoni Serra Mir        |         | Partido Popular (PP)            |
| 2007-2011 | Joan Comas Reus         |         | Independents de Sa Pobla (IxSP) |
| 2011-2015 | Gabriel Serra Barceló   |         | Partido Popular (PP)            |
| 2015-2019 | Gabriel Ferragut Mir    |         | Independents de Sa Pobla (IxSP) |
| 2019-2023 | Llorenç Gelabert Crespí |         | Proposta per les Illes (PI)     |
| 2023-act. | Gabriel Ferragut Mir    |         | Independents de Sa Pobla (IxSP) |

| Partido político                                   | 2023  | 2023  | 2023       | 2019  | 2019  | 2019       | 2015                            | 2015                            | 2015                            | 2011  | 2011  | 2011       | 2007  | 2007  | 2007       |
| Partido político                                   | %     | Votos | Concejales | %     | Votos | Concejales | %                               | Votos                           | Concejales                      | %     | Votos | Concejales | %     | Votos | Concejales |
| Partido Popular (PP)                               | 31,66 | 1935  | 6          | 28,08 | 1726  | 5          | 35,10                           | 2138                            | 6                               | 42,13 | 2753  | 9          | 40,71 | 2734  | 8          |
| Independents de Sa Pobla (IxSP)                    | 23,89 | 1460  | 4          | 17,73 | 1090  | 3          | 32,83                           | 2000                            | 6                               | 23,35 | 1526  | 4          | 39,54 | 2655  | 7          |
| Més (PSM-IV-EN-APIB)                               | 18,37 | 1123  | 3          | 18,69 | 1149  | 3          | 18,73                           | 1141                            | 3                               | 5,36  | 350   | 1          | 8,24  | 553   | 1          |
| Partit Socialista de les Illes Balears (PSIB-PSOE) | 9,62  | 588   | 2          | 9,99  | 614   | 2          | 11,90                           | 725                             | 2                               | 7,44  | 486   | 1          | 6,69  | 449   | 1          |
| Proposta per les Illes (PI)                        | 8,46  | 517   | 1          | 23,78 | 1462  | 4          | Independents de Sa Pobla (IxSP) | Independents de Sa Pobla (IxSP) | Independents de Sa Pobla (IxSP) | –     | –     | –          | –     | –     | –          |
| Vox                                                | 7,23  | 442   | 1          | –     | –     | –          | –                               | –                               | –                               | –     | –     | –          | –     | –     | –          |
| Lliga Regionalista de les Illes Balears (IB-Lliga) | –     | –     | –          | –     | –     | –          | –                               | –                               | –                               | 13,25 | 866   | 2          | –     | –     | –          |